# 1890
1890 (MDCCCXC) fue un año común comenzado en miércoles según el calendario gregoriano.

## Acontecimientos

### Enero
- 1 de enero: 
  - En Bogotá (Colombia) se inaugura el alumbrado eléctrico; es la primera ciudad de ese país en servirse con el fluido eléctrico.
  - En Pasadena (California) se realiza el primer Desfile de las Rosas.
- 2 de enero: en Argentina, Joaquín V. González crea la Universidad Nacional de La Plata.
- 25 de enero: en la ciudad de Sevilla se funda el Sevilla Fútbol Club.

### Marzo
- 20 de marzo: el monarca iraní Nasereddín Shah Qayar concede al británico Major G. F. Talbot un monopolio de cincuenta años sobre la producción, venta y exportaciones de tabaco en Irán.
- Se celebra en Berlín el Primer Congreso Internacional del trabajo con representantes de catorce naciones europeas, estudiando por primera vez en la historia diversos temas para la mejora de las condiciones de los trabajadores.[1]

### Mayo
- 1 de mayo: en Barcelona (España) los sindicatos anarcosindicalistas convocan una huelga general para conseguir la jornada laboral de ocho horas. En Elche, primera manifestación del Primero de Mayo.

### Agosto
- 6 de agosto: tras la renuncia de Miguel Juárez Celman, Carlos Pellegrini asume a la presidencia de Argentina.
- 6 de agosto:  William Kemmler  se convierte en el primer hombre en ser ejecutado en la silla eléctrica  en Estados Unidos.

### Septiembre
- 1 de septiembre: llegan a Colombia los 4 salesianos comandados por Evasio Rabagliati.
- 16 de septiembre: Louis Le Prince desaparece misteriosamente en un tren que unía Dijon y París cuando se dirigía a patentar su invención por La escena del jardín de Roundhay.
- 17 de septiembre: en Haro (España) se inaugura el alumbrado eléctrico.
- 25 de septiembre: Inicia la carrera Steel Ball Run a las 10:00 en San Diego, California.

### Octubre
- 9 de octubre: en Francia, Clément Ader hace volar el primer avión de la historia, el Éole (20 cm de altitud, durante 50 m).

### Noviembre
- 8 de noviembre: en Monterrey (México) se funda la Cervecería Cuauhtémoc.[2]
- 10 de noviembre: en la Costa de la Muerte (España) naufraga el buque británico HMS Serpent, causando 172 víctimas.
- 14 de noviembre: en la revista italiana Il Sécolo Illustrato della Doménica se publica el segundo crucigrama del mundo (el primero se publicó en 1873, en Nueva York). No tuvo ningún éxito, así que no volvió a publicarse ninguna nueva versión.[3]

### Diciembre
- 6 de diciembre: Charles Robert Richet realiza la primera inyección sueroterapéutica en un ser humano.
- 21 de diciembre: Buffalo Bill llega a Barcelona con el circo con el que demuestra sus habilidades, durante su gira por Europa.
- 29 de diciembre: tiene lugar la masacre de Wounded Knee, última de las grandes confrontaciones entre los indios lakota y los Estados Unidos.[4]

### Fechas desconocidas
- Estados Unidos: la primera Conferencia Internacional Americana, realizada en Washington D. C., establece la Unión Internacional de las Repúblicas Americanas y una secretaría permanente: la Oficina Comercial de las Repúblicas Americanas
- Se crea la Caja de Conversión en la Argentina, entidad predecesora del Banco Central.
- Se comienza a vender la cerveza madrileña Mahou.

## Arte y literatura
- 19 de diciembre: Se estrena en el Teatro Mariinsky de San Petersburgo La dama de picas, ópera con música de Piotr Ilich Chaikovski y libreto de Modest Chaikovski (hermano del compositor) basado en el cuento homónimo de Aleksandr Pushkin.
- Émile Zola: La bestia humana.
- Oscar Wilde: El retrato de Dorian Gray.
- Anatole France: Thaïs.

## Ciencia y tecnología
- Cibernética: Se hace uso de la tarjeta perforada.
- George Johnstone Stoney propone el nombre de electrón para designar cada uno de los "gránulos" de que se compone la electricidad.
- Emil Fisher proporcionó la síntesis de la glucosa, de la fructosa y de la manosa.

## Nacimientos

### Enero
- 13 de enero: Primo Mazzolari, sacerdote italiano (f. 1959).

### Febrero
- 9 de febrero: Kurt Lewin, psicólogo alemán (f. 1947).
- 10 de febrero: Boris Pasternak, poeta y novelista ruso, premio Nobel de Literatura en 1958 (f. 1960).
- 15 de febrero: Robert Ley, líder sindicalista de la Alemania nazi (f. 1945).
- 27 de febrero: María de Baratta, compositora, pianista, musicóloga y folklorista salvadoreña (f. 1978).

### Marzo
- 9 de marzo: Viacheslav Mólotov, político soviético, firmante de la ley de las espigas (f.1986)
- 13 de marzo: Fritz Busch, director de orquesta alemán (f. 1951).
- 16 de marzo: 
  - Solomon Mikhoels, director de teatro y actor ruso (f. 1948).
  - Lelio Zeno, médico traumatólogo argentino (f. 1968).
- 20 de marzo: Beniamino Gigli, tenor italiano (f. 1957).
- 31 de marzo: Sir William Lawrence Bragg, físico británico, premio Nobel de Física en 1915 (f. 1971).

### Abril
- 15 de abril: Nikolai S. Trubetzkoy, lingüista ruso (f. 1938).
- 20 de abril: Atilio Malinverno, pintor argentino (f. 1936).
- 21 de abril: Efrem Zimbalist, violinista ruso (f. 1985).

### Mayo
- 10 de mayo: 
  - Alfred Jodl, general alemán (f. 1946).
  - Clarence Brown, cineasta estadounidense (f. 1987).
- 19 de mayo: Hồ Chí Minh, político y revolucionario vietnamita (f. 1969).
- 27 de mayo: 
  - Juan R. Escudero, líder revolucionario obrero mexicano (f. 1923).
  - Konstantín Vasílievich Ivanov, poeta y traductor chuvasio (f. 1915).

### Junio
- 9 de junio: 
  - Leslie Banks, actor británico (f. 1952).
  - Francisco Barbado Viejo, obispo español (f. 1964).
  - Cayetano de Mergelina y Luna, arqueólogo y catedrático español (f. 1962).
  - José Antonio Ramos Sucre, poeta venezolano (f. 1930).
- 12 de junio: Egon Schiele, pintor austríaco (f. 1918).
- 16 de junio: Stan Laurel, actor estadounidense (f. 1965).
- 26 de junio: Francisco Elías Rueda, cineasta español (f. 1977).

### Julio
- 5 de julio: Frederick Lewis Allen, historiador estadounidense (f. 1954).
- 6 de julio: Salma Meyer, pacifista y feminista holandesa (f. 1941).
- 14 de julio: Ossip Zadkine, escultor ruso (f. 1967).
- 23 de julio: Julio Ugarte y Ugarte, profesor, escritor y periodista peruano (f. 1941).

### Agosto
- 5 de agosto: Erich Kleiber, director de orquesta y compositor austríaco  (f. 1956).
- 18 de agosto: Walter Funk, ministro de Economía en la Alemania nazi (f. 1960).
- 20 de agosto: Howard Phillips Lovecraft, escritor estadounidense (f. 1937).
- 27 de agosto: Man Ray, artista estadounidense (f. 1976).
- 30 de agosto: Julio Correa, poeta uruguayo en idioma guaraní (f. 1953).

### Septiembre
- 3 de septiembre: Agustín Olachea, político y militar mexicano (f. 1973).

- 10 de septiembre: 

Agatha Christie

  - César López de Lara, gobernador y revolucionario mexicano (f. 1960).
  - Franz Werfel, novelista, dramaturgo y poeta checo (f. 1945).
- 15 de septiembre: 
  - Frank Martin, compositor suizo (f. 1974).
  - Agatha Christie, escritora británica (f. 1976).

### Octubre
- 1 de octubre: Stanley Holloway, actor y animador británico (f. 1982).
- 2 de octubre: Groucho Marx, actor y humorista estadounidense (f. 1977).
- 3 de octubre: Emilio Portes Gil, político mexicano, presidente entre 1928 y 1930 (f. 1978).
- 14 de octubre: Dwight D. Eisenhower, político, militar estadounidense y 34° presidente desde 1953 hasta 1961 (f. 1969).
- 15 de octubre: Leib Kvitko, poeta yiddish judío ucraniano, asesinado por orden de Iósif Stalin en la Noche de los Poetas Asesinados (f. 1952).

### Noviembre
- 22 de noviembre: Charles de Gaulle, político y militar francés (f. 1970).
- 23 de noviembre: El Lissitzky, artista ruso (f. 1941).

### Diciembre
- 5 de diciembre: Fritz Lang, cineasta alemán (f. 1976).
- 11 de diciembre: Carlos Gardel, cantante y compositor de tangos argentino (f. 1935).

### Sin fecha exacta conocida
María Luisa Navarro Margati, pedagoga española ligada a la Institución Libre de Enseñanza (f. 1947).

## Fallecimientos

### Enero
- 2 de enero: Julián Gayarre, tenor español (n. 1844).
- 5 de enero: Rafael Berenguer y Condé, pintor español (n. 1822).
- 18 de enero: Amadeo I, aristócrata español, rey entre 1870 y 1873 (n. 1845).

### Abril
- 11 de abril: Joseph Merrick, fenómeno británico (n. 1862).

### Mayo
- 12 de mayo: Frances Parthenope Verney, escritora y periodista británica, hermana de Florence Nightingale (n. 1819).
- 18 de mayo: Casto Plasencia y Maestro, pintor español (n. 1846).

### Junio
- 7 de junio: Pedro Joaquín Chamorro y Alfaro, presidente nicaragüense (n. 1818).
- 22 de junio: Francisco Menéndez Valdivieso, político salvadoreño (n. 1830).

### Julio
- 13 de julio: John C. Frémont, militar y aventurero estadounidense (n. 1813).
- 18 de julio: Christian Heinrich Friedrich Peters, astrónomo alemán (n. 1813).
- 29 de julio: Vincent van Gogh, pintor neerlandés (n. 1853).

### Agosto
- 25 de agosto: Irene Morales, militar chilena (n. 1865).

### Septiembre
- 24 de septiembre: Ezequiel Hurtado, militar y presidente colombiano.

### Noviembre
- 6 de noviembre: Antonio Cortina Farinós, pintor español (n. 1841).
- 8 de noviembre: César Franck, compositor belga (n. 1822).
- 23 de noviembre: Guillermo III, rey neerlandés.

### Diciembre
- 21 de diciembre: Niels Wilhelm Gade, compositor danés (n. 1817).